# NGC 4471
NGC 4471 је појединачна звезда у сазвежђу Девица која се налази на NGC листи објеката дубоког неба.
Деклинација објекта је + 7° 53' 46" а ректасцензија 12h 29m 42,0s. Привидна величина (магнитуда) објекта NGC 4471 износи 12,2 а фотографска магнитуда 14,4.